# ابن درباس
الإمام القاضي كمال الدين أبو حامد محمد ابن قاضي القضاة صدر الدين عبد الملك بن عيسى بن درباس الماراني، المصري، الشافعي، الضرير، العدل. ولد في 12 ربيع الأول سنة 576هـ.

## اسمه ونسبه
محمد بن عبد الملك بن عيسى بن درباس بن فير بن جهم بن عبدوس أبو حامد كمال الدين الضرير الماراني الشافعي العدل. ووالده صدر الدين عبد الملك قاضي قضاة الديار المصرية في الأيام الصلاحية كان كبير القدر وافر العلم والفضل.

## نبذة عن حياته
درس بالمدرسة السيفية بالقاهرة، وسمع: أباه، والبوصيري، والأرتاحي، والقاسم بن عساكر، وأبا الجود، وجماعة، وأجاز له السلفي.
روى عنه: ابن الحلوانية، وعلم الدين الدواداري، والشيخ شعبان الإربلي، وإبراهيم ابن الظاهري، والمصريون، وكان من جلة المشايخ.
أفتى، وأشغل، ونظم الشعر، وجالس الملوك.

## شعره
أنشد له عز الدين أبو نصر مرتضى بن أحمد بن يوسف العلوي الفقيه:

## حمام القاضي
هذه الحمام من جملة خط درب الأسواني، وهي من الحمامات القديمة، كانت تعرف بإنشاء شهاب الدولة بدر الخاص، أحد رجال الدولة الفاطمية، ثم انتقلت إلى ملك القاضي السعيد أبي المعالي هبة الله بن فارس، وصارت بعده إلى ملك القاضي كمال الدين أبي حامد محمد ابن قاضي القضاة صدر الدين عبد الملك بن درباس الماراني، فعرفت بحمام القاضي إلى اليوم.

## وفاته
توفي كمال الدين في 5 شوال بالقاهرة سنة 659هـ. ودفن من يومه بسفح المقطم.